# Mohamed Daghbaji
 (février 2018).
Si vous disposez d'ouvrages ou d'articles de référence ou si vous connaissez des sites web de qualité traitant du thème abordé ici, merci de compléter l'article en donnant les références utiles à sa vérifiabilité et en les liant à la section « Notes et références ».
Mohamed Daghbaji (arabe : محمد الدغباجي), né en 1885 à Wadi Ezatoun et mort le 1er mars 1924 à El Hamma, est un fellaga tunisien, combattant de la résistance contre le protectorat français, et l'une des premières figures du mouvement national.

## Biographie
Né dans un village situé à une trentaine de kilomètres d'El Hamma, dans l'actuel gouvernorat de Gabès, il est issu des Beni Zid.
Il suit un service militaire dans l'armée française entre 1907 et 1910. Confronté au chômage, il choisit de réintégrer l'armée en 1915 mais déserte durant l'année suivante avec certains de ses camarades. Il participe alors à des attaques menées contre des camps militaires français dans le sud du pays. Les autorités du protectorat décident donc de les traquer.
Daghbaji mène notamment la révolte du 2 janvier 1920 avant de rejoindre un groupe de militants en Libye qui mène plusieurs opérations en Tunisie. Les autorités françaises le font juger par contumace par une cour martiale, le 27 avril 1921, et condamner à la peine de mort. Il est par la suite arrêté par les forces d'occupation italiennes, ramené en Tunisie et fusillé sur la place du souk de El Hamma le 1er mars 1924 à l'âge de 39 ans.

## Hommages
En 2002, la Poste tunisienne émet un timbre-poste d'une valeur de 250 millimes à son effigie.
En 2016, Mohamed Ben Slama sort un album de douze chansons intitulé L’Épopée de Daghbaji en hommage au militant.